# Ecphanthacris mirabilis
Ecphanthacris mirabilis är en insektsart som beskrevs av Tinkham 1940. Ecphanthacris mirabilis ingår i släktet Ecphanthacris och familjen gräshoppor. Inga underarter finns listade i Catalogue of Life.